# مونة عديمة الأقدام
المونة العديمة الأقدام (الاسم العلمي:Apusomonas) هي جنس من [اللاقدميات تتبع فصيلة المونات العديمة الأقدام من رتبة المونيات العديمة الأقدام.